# Île-d'Houat
Île-d'Houat (in bretone: Houad) è un comune e un'isola francese di 269 abitanti situato nel dipartimento del Morbihan nella regione della Bretagna.
Insieme all'isola di Hœdic forma una linea che delimita a sud la baia di Quiberon.

## Storia

### Simboli
Lo stemma comunale presenta il giglio di mare (Pancratium maritimum) stilizzato in campo azzurro, che fu lo stemma dell'abbazia benedettina di Saint-Gildas-de-Rhuys.

## Società

### Evoluzione demografica
Abitanti censiti